# William Howard Durham
William Howard Durham (Kentucky, 1873 – , 1912) foi um teólogo e evangelista pentecostal, defensor da doutrina da “Obra Consumada no Calvário”.

## Biografia
William Howard Durham nasceu na zona rural de Kentucky e, aos 18 anos, começou a acompanhar sua família nos cultos da Igreja Batista. No entanto, só teve uma experiência de conversão mais tarde, em 1898. Em 1901, Durham aderiu ao Movimento de Santidade e passou a presidir a Missão do Evangelho Pleno na Avenida Norte, em Chicago (North Avenue Full Gospel Mission).
Em 1906, a partir da cidade de Los Angeles, se espalhou pelos Estados Unidos a mensagem pentecostal. Até então, Durham ensinava que o batismo no Espírito Santo poderia ser reivindicado pela fé, sem nenhuma evidência necessária. Porém, alguns membros de sua igreja falavam em línguas em outra missão de Chicago.
Assim, Durham fez acurado estudo bíblico sobre o assunto e resolveu ir a Los Angeles. Na época em que as igrejas eram divididas por etnias, Durham foi um dos primeiros brancos a visitar a Apostolic Faith Gospel Mission na Rua Azuza, igreja de grande maioria negra, onde  William J. Seymour era pastor. Ali Durham passou várias semanas e recebeu o batismo no Espírito Santo.
Após o seu retorno à Chicago, a Missão da Avenida Norte tornou-se uma igreja pentecostal de grande importância, pois dali a mensagem pentecostal se espalharia pelo centro-oeste estadunidense e entre as minorias étnicas. Durham passou a publicar o periódico “The Pentecostal Testimony” e fez diversas viagens para difundir a mensagem pentecostal.
Naquela época a maioria das igrejas pentecostais defendiam a doutrina Wesleyana da santificação, que ensinava a santificação como a segunda obra da Graça, tornando o batismo no Espírito Santo a terceira obra da Graça. Porém, Durham não aceitava tal doutrina, e passou a ensinar a Obra Consumada no Calvário, segundo a qual o cristão é santificado em Cristo no momento da conversão e deve a partir de então manter progressivamente o estado de santificação.
Em seu tempo, Durham enfrentou grande resistência devido à doutrina da Obra Consumada no Calvário, inclusive de William J. Seymour e Charles F. Parham, outros importantes líderes pentecostais, que continuaram a defender a doutrina Wesleyana da santificação.
William Howard Durham faleceu antes de publicar a sistematização de sua teologia.

## Legado
William Howard Durham foi um mentor para muitos líderes pentecostais que frequentaram suas reuniões na  Missão da Avenida Norte e que depois levaram a mensagem pentecostal a diversos países. Dentre esses líderes estão: Louis Francescon, que pregou entre os italianos na América do Norte, Argentina, Brasil e Itália; Daniel Berg e Gunnar Vingren, missionários no Brasil; F. A. Sandgren, um pioneiro entre os escandinavos no Meio-Oeste; Andrew Urshan, um líder entre os persas, assírios e Pentecostais do Nome de Jesus; Andrew H. Argue, pastor no Canadá; Eudoro N. Bell, um líder das Assembleia de Deus nos EUA; Aimee Semple McPherson evangelista e fundadora da Igreja do Evangelho Quadrangular; John C. Sinclair, pastor em Chicago; Frank Ewart e Howard Goss.
Muitas igrejas tem suas raízes no trabalho evangelístico de William Howard Durham:
Assembleias de Deus nos EUA, Igreja do Evangelho Quadrangular, Open Bible Standard Churches, New Testament Christian Churches of America; igrejas de origem escandinavo-americana como Fellowship of Christian Assemblies, Assembleias de Deus no Brasil e Independent Assemblies of God International; igrejas de origem ítalo-americana como International Fellowship of Christian Assemblies, Assembleias de Deus na Itália, Assemblea Cristiana e Congregação Cristã no Brasil; igrejas em vários outros países e muitas congregações pentecostais independentes, principalmente no nordeste dos Estados Unidos.
Atualmente, a maioria das igrejas pentecostais concordam com a doutrina da Obra Consumada no Calvário, defendida por Durham.
William Howard Durham era contra o denominacionalismo. Para ele o maior obstáculo ao avanço da causa de Jesus Cristo eram as denominações. Durham era defensor do congregacionalismo e do ensino bíblico na igreja local.